# Luis Lamas

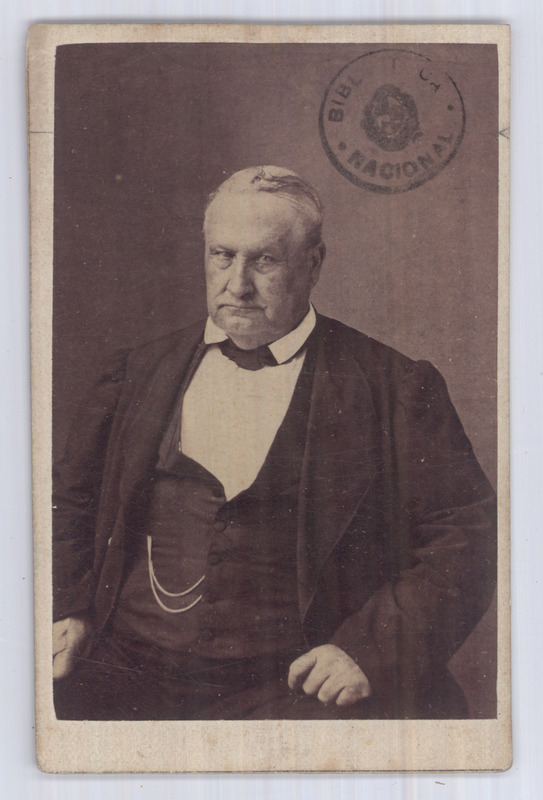
Luis Lamas (1850)

Luis María Galo de la Santísima Trinidad Lamas Reguera (* 1793; † 1864 in Rosario, Argentinien) war ein uruguayischer Politiker.
Lamas war Mitglied der Asamblea Constituyente y Legislativa del Estado Oriental (1828–1830). Er gehörte der Partido Conservador an und nahm für das Departamento Canelones im Zeitraum 6. März 1854 bis 15. Juli 1854 ein Mandat als Senator wahr. In jenem Jahr hatte er auch das Amt des Senats-Vizepräsidenten inne.
Er wurde am Ende der Präsidentschaft von Venancio Flores Barrios während des Aufstandes der Konservativen (Rebelión de los Conservadores) vom 29. August 1855 bis 11. September 1855 von den die Hauptstadt Montevideo kontrollierenden Kräften de facto zum Präsidenten von Uruguay als Gobernador provisorio ausgerufen.
Anschließend nahm er vom 13. Februar 1856 bis zum 15. Juli desselben Jahres wieder seinen Sitz für das Departamento Canelones im Senat wahr und hatte bis 1860 weitere Regierungsämter inne.